# Neohaematopinus ceylonicus
Neohaematopinus ceylonicus är en insektsart som beskrevs av Ferris 1951. Neohaematopinus ceylonicus ingår i släktet Neohaematopinus och familjen ledlöss. Inga underarter finns listade i Catalogue of Life.